# Georg Haas (Politiker)
Johann Georg Haas (in amtlichen Dokumenten  Johann Georg Haas II.) (* 12. November 1835 in Hainstadt; † 15. Dezember 1898 ebenda) war ein hessischer Landwirt und Politiker (NLP) und Abgeordneter der 2. Kammer der Landstände des Großherzogtums Hessen.
Georg Haas war der Sohn des Landwirts und Leinwebers Georg Haas und dessen Ehefrau Eva Maria, geborene Old. Haas, der evangelischen Glaubens war, war Landwirt und Leinweber in Hainstadt und heiratete Christina geborene Schäfer.
Von 1893 bis 1898 gehörte er der Zweiten Kammer der Landstände an. Er wurde für den Wahlbezirk Starkenburg 3/Höchst gewählt. Er war auch Bürgermeister in Hainstadt.